# 方家咀乡
方家咀乡，是中华人民共和国湖北省黄冈市英山县下辖的一个乡镇级行政单位。

## 行政区划
方家咀乡下辖以下地区：
伯仲桥村、石河冲村、大畈河村、望天畈村、四棵枫村、古圣寨村、茶园畈村、竹园港村、新桥村、桑园村、南冲村、方家咀村、排形塆村、闵家河村、余家咀村、葫芦盆村、石龙头村、段家坳村、千斤坪村、白羊山村、熊家冲村、向龙塆村、鸡鸣河村和锣塘坳村。